# Continuum (Fernsehserie)
Continuum ist eine kanadische Science-Fiction-Serie von Simon Barry, welche ab 2012 produziert wurde und am 9. Oktober 2015 mit der Ausstrahlung der 42. Episode in Kanada endete. Die Premiere in Kanada erfolgte am 27. Mai 2012 auf dem kanadischen Sender Showcase, während die deutschsprachige Erstausstrahlung am 13. Februar 2013 bei RTL Crime begann.

## Handlung
In einer Zukunft (2077) haben die Nationalstaaten derart gigantische Schulden angehäuft, dass sie handlungsunfähig werden. Allgemeines Chaos ist die Folge. Erst als einige Konzerne die Schulden der Staaten übernehmen, beruhigt sich die Lage. Als Ausgleich für ihre enormen Geldzahlungen übernehmen die Konzerne die Macht. Demokratische Institutionen werden ersatzlos abgeschafft, Bürgerrechte stark eingeschränkt und Menschen aus den unteren Gesellschaftsschichten werden als Arbeitssklaven missbraucht. Der durchschnittliche Lebensstandard der Mittel- und Oberschicht stabilisiert sich auf verhältnismäßig hohem Niveau, wobei paramilitärische und technisch hochgerüstete Polizeieinheiten („Protectoren“) für Sicherheit und Ordnung sorgen. Führend bei diesen Entwicklungen ist der geniale Industriemagnat Alec Sadler.
Trotzdem formiert sich Widerstand, der mangels anderer Möglichkeiten zunehmend durch Terrorakte in Erscheinung tritt. Besondere Aufmerksamkeit erregt die Gruppe Liber8 (sprich: „liberate“). Inspiriert von den Lehren Theseus’ und angeführt von Kagame verüben sie Anschläge auf die Regierung. Um den Rat der Konzerne, eine Art Weltregierung, auszuschalten, sprengen sie einen Wolkenkratzer. Zusammen mit tausenden Unschuldigen stirbt zwar ein Großteil des Rates, doch verfehlen die Terroristen ihr Ziel, den Rat komplett auszulöschen. Für diese Tat werden die inzwischen gefassten Mitglieder von Liber8 zum Tode verurteilt.
Die an der Verhaftung von Kagame beteiligte Protector Kiera Cameron wird zur Überwachung der Exekution eingeteilt. Mittels eines Zeitreisegerätes, das auf ungeklärten Wegen in den Besitz der Gefangenen gelangt ist, können diese jedoch in die Vergangenheit flüchten. Geplant war ein Sprung ins Jahr 2071, also sechs Jahre vor der Exekution. Es gibt jedoch Probleme: Zum einen gerät Kiera in den Einflussbereich des Gerätes und wird mit in die Vergangenheit gezogen, zum anderen werden alle Erfassten 65 Jahre in eine fernere Vergangenheit versetzt, in das Jahr 2012.
Die Liber8-Gruppe hat damit keine Probleme, sie will jetzt als neuen Plan die Vergangenheit beeinflussen, um die Zukunft zu verändern. Kiera will sie dabei aufhalten und in die Zukunft zu Ehemann und Kind zurückkehren. Zugute kommt ihr, dass ihr CMR, eine Art in den Schädel implantierter Minicomputer, Verbindung zu einem Netzwerk aufnimmt. Wie sich herausstellt, ist dieses Netzwerk das Werk des jungen Alec Sadler und wird in der Zukunft eine mit dem Internet vergleichbare Rolle spielen.
Mit Unterstützung durch den hochbegabten Hacker Alec verschafft sich Kiera Zugang zum Vancouver Police Department, wo sie sich als Expertin für Ermittlungen gegen Liber8 ausgibt, die bei einer geheimen Behörde arbeitet. Aufgrund der zunehmenden terroristischen Aktivität der Gruppe wird Kiera mit ihrem neuen Partner Carlos Fonnegra einer neuen Abteilung zur Bekämpfung von Liber8 zugeteilt.
Mit dem Übergang zu Staffel zwei treten weitere Parteien auf, die ihre Interessen durchsetzen wollen. So stellt sich heraus, dass Alec Sadler in der Zukunft wesentlich an der Flucht der Liber8-Gruppe beteiligt war. Außerdem verfolgen ein gewisser Mr. Escher und sogenannte „Freelancer“ ihre jeweils eigene Agenda. Um Alecs Stiefbruder Julian, den späteren Theseus, formiert sich eine revolutionäre Bewegung, die die immer mächtigeren Konzerne und die sie schützende Polizei zunehmend herausfordert.
Um den Tod seiner Freundin Emily zu verhindern, ergreift Alec die Gelegenheit, eine Woche in die Vergangenheit zu reisen. Kiera folgt ihm mit Hilfe der Freelancer, die sich als eine Art Zeitpolizei entpuppen und von einem mysteriösen „Reisenden“, welcher angeblich hunderte Jahre aus der Zukunft stammt, angeleitet werden. Unabsichtlich erschafft Alec mit seiner Aktion eine noch düsterere Zukunft als die von den Konzernen geleitete Gesellschaft, aus welcher Kiera stammt. Aus dieser düsteren Zukunft kommt der Zeitreisende Tomkin, der stark in Kellogs Werdegang verwickelt ist. In der neuen Zeitlinie wird Escher von Emily ermordet, beauftragt von Kellog. Alecs zweite Ausgabe, die Emily nie verlieren musste, entwickelt sich zu einem Technikfanatiker, der die Firma PIRON von seinem Vater Escher erbt. Letztlich kann der fanatische Alec besiegt werden und wird durch den „originalen“ ersetzt. Kellog aber hat inzwischen für den Rauswurf Alecs aus PIRON gesorgt.
Tomkin und Kiera glauben, dass die düstere Zukunft verhindert wurde, und Tomkin setzt einen temporalen Signalgeber ein. Tatsächlich aber hat sich nichts Wesentliches geändert, und apokalyptisch anmutende Soldaten mit Powerrüstungen aus dem Jahr 2038 kommen durch ein Portal. Die ehemaligen Gegner der Liber8-Gruppe arbeiten nun Hand in Hand, um dieser neuen Gefahr zu begegnen und eine Invasion aus der Zukunft zu verhindern. Julian hat inzwischen seine radikalen Umsturzpläne aufgegeben und arbeitet mit seinem Halbbruder zusammen.
Da sein Zukunfts-Ich die Invasoren anführt und ihn darum bittet, nutzt Kellog die Ressourcen von PIRON, um sie beim Bau eines Zeitportals zu unterstützen. Als Kiera ihn darauf anspricht, ob er wirklich jemandem wie sich selbst trauen sollte, kommen aber auch ihm Zweifel an den Intentionen seines Zukunfts-Ichs. Während Kiera das Portal für einen Sprung zurück zu ihrem Sohn in 'ihrer' Zukunft nutzen will, bereitet die Polizei die Stürmung der Anlage vor und Kellog plant einen eigenen Zeitsprung, um alle anderen Parteien auszuschalten.

## Protagonisten
Kiera Cameron
Kiera ist im Jahr 2077 eine Ex-Soldatin und Polizistin beziehungsweise Protector. Ihr Mann arbeitet als hochgestellter Projektleiter beim SadTech-Konzern. Sie haben einen kleinen Sohn. Kiera ist an der Verhaftung des Führers der Liber8-Organisation beteiligt, kann allerdings einen Anschlag auf ein Hochhaus nicht verhindern. Um die Mitglieder der totalitären Konzernregierung zu töten, sprengen die Liber8-Kämpfer das Gebäude mitsamt tausender unschuldiger Bewohner. Die bei der gescheiterten Exekution der Liber8-Gruppe anwesende Kiera reist ebenfalls unbeabsichtigt in die Vergangenheit. Sie will wieder zurück in ihre Zeit, weiß jedoch nicht, ob das überhaupt möglich ist, nachdem sowohl sie als auch die Liber8-Gruppe massiv in den Lauf der Geschichte eingegriffen haben. Kiera ist fest entschlossen, Liber8 aufzuhalten. Um dieses Ziel zu erreichen, schreckt sie vor nahezu nichts zurück. Unter anderem will sie Alecs Stiefbruder Julian exekutieren, da er später als Theseus die Liber8 Gruppe maßgeblich mit aufbaut.
Durch einen in ihren Schädel implantierten Chip (CMR – Cellular Memory Review; sinngemäß etwa Zellularer Gedächtnisabruf) und ihren Spezialanzug hat sie besondere Fähigkeiten, unter anderem kann sie dank der Pulsrate ihres Gegenübers erkennen, ob dieser lügt, oder sich mit ihrem Anzug unsichtbar machen. Alec, der, wie sich im Laufe der Serie herausstellt, Drahtzieher eines großen Teils der Ereignisse ist, hilft ihr in der Gegenwart mit seinen Fähigkeiten, Fälle zu lösen.
Alec Sadler
Alec ist in der Zukunft einer der mächtigsten Menschen der Welt. Als ausgesprochenes Genie baute er ein riesiges Industrieimperium auf: „Sadtech“. Als die Weltwirtschaft kollabierte, übernahm er mit anderen Konzernen die Macht und sorgte für eine Grundversorgung der Bevölkerung. Danach waren die Schulden der Staaten bei den Konzernen jedoch so hoch, dass diese die Macht übernehmen konnten. Die Konzerne errichteten eine totalitäre Diktatur, in der es zwar den meisten Leuten gut geht, aber jede Rebellion brutal unterdrückt wird. Diese Diktatur wird von einem Rat der Konzerne geleitet, dessen Vorsitzender Alec ist. Als solcher hat er nahezu unbeschränkte Macht.
Im Laufe insbesondere der zweiten Staffel stellt sich heraus, dass Alec mit seinen Handlungen hadert. Anscheinend hat er den Liber8-Leuten das Zeitreisegerät zugespielt und so auch dafür gesorgt, dass sein früheres Ich über Kieras Computer eine Nachricht an sich selbst bekam. Diese hatte Alec im Jahr 2077 in Kieras Anzug überspielt, sodass sein früheres Ich in der Gegenwart sie auslesen konnte.
In der Gegenwart ist Alec ein 17-jähriger Nerd, der extrem gut mit Computern umgehen kann. Deshalb ist seine Hilfe für Kiera oft überlebenswichtig. Im Finale der zweiten Staffel verliert er seine Geliebte. Um sie zu retten, unternimmt er am Ende der zweiten Staffel eine Zeitreise.
Carlos Fonnegra
Carlos ist in der Gegenwart ein Polizist. Er trifft Kiera, gleich nachdem sie aus der Zukunft eingetroffen ist. Dank der von Alec ersonnenen Tarngeschichte glaubt er ihr zunächst, dass sie bei einer geheimen Behörde namens „Section 6“ arbeitet. Mit Kiera als Partner bekämpft er die Liber8-Gruppierung. Er schöpft schließlich Verdacht, da Kiera mit ihren Vorahnungen und geheimnisvollen Informanten (in Wirklichkeit Wissen über die Vergangenheit und Alec) viel zu oft richtig liegt. Schließlich gesteht Kiera ihm, dass sie aus der Zukunft kommt. Carlos arbeitet weiter mit ihr zusammen.
Während Carlos sich jedoch strikt an die Moral und die Gesetze des 21. Jahrhunderts hält, beginnt Kiera zunehmend rücksichtsloser zu agieren, um Liber8 zu stoppen, was zu Konflikten mit Carlos führt.

## Die Fraktionen
Liber8
Liber8 ist eine Gruppe, die in der Zukunft als Reaktion auf die repressive Politik der Konzerne gegründet wurde. Ihr Anführer ist Kagame, der maßgeblich von Theseus inspiriert wurde.
Um ihre Ziele zu erreichen, schreckt die Gruppe vor nichts zurück. Unter anderem sprengt sie einen Wolkenkratzer mit Tausenden unschuldiger Bewohner, um den Konzernrat (de facto eine Art Weltregierung) zu töten. Sie werden allesamt gefasst und sollen exekutiert werden. Mit einem Zeitreisegerät, das ihnen anscheinend von Alec Sadler zugespielt wurde, schaffen sie es, in die Vergangenheit zu entkommen. Dort zersplittert die Gruppe jedoch. Nach Kagames Tod teilt sich die Gruppe in zwei Fraktionen, von denen eine durch Kooperationen mit der Mafia und die andere mit Überzeugungsarbeit versucht, die Geschichte zu verändern.
Die Bewegung (The Movement)
Die Bewegung ist eine Gruppe von Menschen in der Gegenwart, die sich gegen die Macht der Konzerne stemmt. Angeführt wird sie von Alecs Stiefbruder Julian Randol, dem späteren Theseus. Die Loyalität der Mitglieder zur Sache und zu Theseus ist sehr groß.
Explizit hat sich die Bewegung von Liber8 distanziert. Sie arbeitet bis jetzt gewaltfrei und ist im Untergrund organisiert.
Die Freelancer
Eine mysteriöse Gruppierung von zeitreisenden Söldnern. Über ihre Ziele ist wenig bekannt. Laut Escher wollen sie „das, was alle wollen: Macht“, doch versuchen sie anscheinend, jegliche Manipulation der Zeitlinie zu unterbinden und alle Spuren zu beseitigen. Dies geht so weit, dass sie andere Zeitreisende und sogar deren Leichen entführen.
Als Erkennungszeichen lassen sie sich kleine Punkte zwischen die Finger tätowieren. Sie verfügen über Technologie aus einer noch späteren Zukunft als Kieras.
Mr. Escher
Der undurchsichtige Mr. Escher ist anscheinend ebenfalls ein Zeitreisender, der über nahezu unbegrenzte Ressourcen und Zugang zu höchsten Regierungskreisen verfügt.
Seine Ziele liegen im Dunkeln. Er behauptet, ein ehemaliger Freelancer und der Vater Alecs zu sein.
Mit seinen Mitteln unterstützt er die Polizei, die dadurch immer mehr zu seiner Privatarmee wird – ein erster Ausblick auf die dystopische Zukunft.

## Besetzung
Die deutschsprachige Synchronisation wurde bei der Hermes Synchron unter der Dialogregie von Andreas Böge erstellt.

Die Staffeln 2 - 4 wurden bei DMT Studios in Hamburg unter der Dialogregie von Martin Brücker / Jörn Linnenbröker erstellt. Die Dialogbücher wurden von Klaus Schönicke, Andreas Barz, Christos Topulos und Ariane Huth geschrieben
| Rollenname                | Schauspieler/in                    | Hauptrolle            | Nebenrolle                                           | Synchronsprecher/in                         | Anmerkung                                                                                    |
| ------------------------- | ---------------------------------- | --------------------- | ---------------------------------------------------- | ------------------------------------------- | -------------------------------------------------------------------------------------------- |
| Kiera Cameron             | Rachel Nichols                     | 1.01–4.06             |                                                      | Marie Bierstedt                             | CPS Protector (dt.: Beschützer)                                                              |
| Carlos Fonnegra           | Victor Webster                     | 1.01–4.06             |                                                      | Sascha Rotermund                            | VPD Detective                                                                                |
| Alec Sadler               | Erik Knudsen                       | 1.01–4.06             |                                                      | Julius Jellinek ab S02 Johannes Semm        | Alec Sadler im Jahr 2012                                                                     |
| Alec Sadler               | William B. Davis                   |                       | 1.01, 1.10, 4.01, 4.04, 4.06                         | Thomas Kästner ab S02 Holger Mahlich        | Alec Sadler im Jahr 2077                                                                     |
| Matthew Kellogg           | Stephen Lobo                       | 1.01–4.06             |                                                      | Timmo Niesner ab S02 Christian Stark        | ehemaliges Liber8-Mitglied, Hochstapler, Sozialtechniker und Vermittler                      |
| Travis Verta              | Roger Cross                        | 1.01–4.05             |                                                      | Matti Klemm ab S02 Clemes Gerhard           | Liber8-Mitglied, Taktiker und Anführer 2012                                                  |
| Sonya Valentine           | Lexa Doig                          | 1.01–3.12             |                                                      | Silvia Mißbach ab S02 Manuela Eifrig        | Liber8-Mitglied, Partnerin von Travis, ehemalige Militärärztin, hoher IQ, die „Herz-Königin“ |
| Edouard Kagame            | Tony Amendola                      | 1.01–1.02, 1.04–1.10, | 2.10, 2.11, 3.07, 4.06                               | Helmut Gauß                                 | Liber8-Anführer                                                                              |
| Lucas Ingram              | Omari Newton                       | 1.01–4.03             | 4.04                                                 | Karlo Hackenberger ab S02 Jörn Linnenbröker | Liber8-Mitglied, Ingenieur und Bombenbauer                                                   |
| Jasmine Garza             | Luvia Petersen                     | 1.01–4.06             |                                                      | Anja Stadlober ab S02 Céline Fontanges      | Liber8-Mitglied, zuständig für Waffen und Fahrzeuge                                          |
| Betty Robertson           | Jennifer Spence                    | 1.01–3.08             |                                                      | Silke Matthias ab S02 Jennifer Böttcher     | VPD Detective                                                                                |
| Stefan Jaworski           | Mike Dopud                         | 1.01, 1.03, 1.08      | 3.07                                                 |                                             | Liber8-Mitglied                                                                              |
| Curtis Chen               | Terry Chen                         | 1.01–1.03, 3.01-4.06  | 2.13                                                 | Michael Deffert ab S02 Johannes Klaußner    | Liber8-Mitglied, ehemaliger Soldat, Freelancer                                               |
| Jack Dillon               | Brian Markinson                    | 1.01–2.13             | 3.01-4.06                                            | Erich Räuker ab S02 Achim Buch              | VPD Inspektor                                                                                |
| Greg Cameron              | John Reardon                       |                       | 1.01–3.07                                            | Robin Kahnmeyer ab S02 Sascha Draeger       | Kieras Ehemann                                                                               |
| Sam Cameron               | Sean Michael Kyer                  |                       | 1.01-02, 1.05, 1.09, 2.01, 2.04-05, 2.13, 4.01, 4.06 | ab S02 Christian Beuster                    | Kieras Sohn                                                                                  |
| Oscar                     | Zahf Paroo                         |                       | 1.01, 1.04                                           |                                             | Freund der Familie Cameron                                                                   |
| Elena                     | Caitlin Cromwell S02 Karin Konoval |                       | 1.01, 1.03, 1.06, 2.04, 2.07, 2.08                   | Ulrike Tabor in S02 Nina Witt               | CPS Beschützer                                                                               |
| Ann Sadler                | Janet Kidder                       |                       | 1.01–3.03                                            | Daniela Hoffmann ab S02 Kerstin Draeger     | Alecs Mutter                                                                                 |
| Roland Randol             | Michael Rogers                     |                       | 1.01–1.09                                            | Stefan Gossler                              | Alecs Stiefvater                                                                             |
| Julian Randol             | Richard Harmon                     |                       | 1.01–4.03                                            | Leonhard Mahlich ab S02 Alexander Merbeth   | Alecs Stiefbruder – Theseus                                                                  |
| Maddie                    | Olivia Ryan-Stern                  |                       | 1.02, 1.04-1.05                                      | Esra Vural                                  | Kelloggs Großmutter                                                                          |
| Clayton                   | Adam Greydon Reid                  |                       | 1.03, 1.05, 1.07                                     | Arne Stephan                                | Gerichtsmediziner                                                                            |
| Lily Jones                | Katie Findlay                      |                       | 1.05                                                 | Giovanna Winterfeldt                        | Kieras Großmutter                                                                            |
| Kagames Mutter            | Beatrice Sallis                    |                       | 1.05, 1.10                                           |                                             | Kagames Mutter                                                                               |
| Martin Bradley            | Jonathan Walker                    |                       | 1.09-10                                              |                                             |                                                                                              |
| Emily                     | Magda Apanowicz                    | S02 – S04             |                                                      | Leonie Landa                                | Freundin von Alec, vorheriger Name Maya Hartwell                                             |
| Agent Gardiner            | Nicholas Lea                       |                       | S02                                                  | Rasmus Borowski                             | CSIS Agent                                                                                   |
| Stan Escher / Marc Sadler | Hugh Dillon                        |                       | S02 3.1                                              | Robin Brosch                                | Freelancer / Alecs Vater                                                                     |
| Nora Harris               | Catherine Lough Haggquist          |                       | S02 – S04                                            | Katrin Decker                               | VPD Inspektor                                                                                |
| Jason Sadler              | Ian Tracey                         |                       | S01 – S04                                            | ab S02 Matthias Klimsa                      | Alecs Sohn                                                                                   |
| Agent Warren              | Adrian Holmes                      |                       | S02 – S03                                            | Daniel Welbat                               | Freelancer / Zeitagent                                                                       |
| Agent Miller              | Zak Santiago                       |                       | S02 – S03                                            | Jonas Anders                                | Freelancer / Zeitagent                                                                       |
| Agent Lewis               | Jill Teed                          |                       | S02                                                  | Anne Moll                                   | CSIS Agent                                                                                   |

## Einleitung zu jeder Episode
Außer in den Staffelpremieren und dem ersten Staffelfinale wird als Vorspann zu jeder Episode direkt vor der Serientiteleinblendung eine 32-sekündige Einführungsgeschichte aus der Sicht von Kiera erzählt, nach dem Teaser jeder Episode. Die Ausschnitte aus früheren Episoden, die währenddessen gezeigt werden, sind in der zweiten Staffel etwas anders.

„2077. Meine Zeit, meine Stadt, meine Familie. Als Terroristen Zehntausende von Unschuldigen ermordeten, wurden sie zum Tode verurteilt, aber sie hatten andere Pläne. Eine Zeitreisevorrichtung schickte uns alle 65 Jahre zurück. Ich will wieder nach Hause, aber ich weiß nicht, wie mein Zuhause aussehen wird, wenn die Geschichte geändert wird. Ihr Plan ist es, die Gegenwart zu kontrollieren und zu radikalisieren, um die Zukunft zu gewinnen. Aber eines haben sie nicht eingeplant: Mich!“

## Ausstrahlung
Kanada
Die Erstausstrahlung der Serie erfolgte am 27. Mai 2012 auf dem kanadischen Sender Showcase. Die erste Staffel besteht aus 10 Folgen. Die zweite Staffel besteht aus 13 Folgen und startete am 21. April 2013. Die dritte Staffel besteht aus 13 Folgen und startete am 16. März 2014. Lange wurde verhandelt, ob es eine vierte Staffel geben werde, bis am 8. Dezember 2014 schließlich bekannt wurde, dass die Serie um eine vierte und letzte Staffel mit sechs Episoden verlängert wurde. Die Ausstrahlung startete am 4. September 2015.
Deutschland
Die deutschsprachige Erstausstrahlung der ersten Staffel startete am 13. Februar 2013 auf dem Pay-TV-Sender RTL Crime. Die Free-TV-Ausstrahlung wurde ab dem 8. Juli 2013 beim Sender VOX gesendet.
Am 7. Dezember 2020 wurde die zweite Staffel auf Deutsch veröffentlicht.
Am 13. Februar 2021 wurde die dritte Staffel auf Deutsch bei Prime Video veröffentlicht.
Am 20. Februar 2021 wurde die 4. und letzte Staffel auf Deutsch auf Prime Video veröffentlicht.

## DVD- und Blu-ray-Veröffentlichung
Vereinigte Staaten
- Staffel 1 ist am 26. März 2013 auf DVD und Blu-ray erschienen.
- Staffel 2 ist am 25. März 2014 auf DVD und Blu-ray erschienen.
- Staffel 3 ist am 23. Dezember 2014 auf DVD und Blu-ray erschienen.
- Staffel 4 ist am 19. Januar 2016 auf DVD und Blu-ray erschienen.

Deutschland
- Staffel 1 ist am 6. September 2013 auf DVD und Blu-ray erschienen.[18] Eine deutsche Neuauflage ist im April 2021 auf Blu-Ray erschienen.[19]
- Staffel 2 ist am 7. Dezember 2020 auf Prime Video erschienen als VoD. Eine deutsche Erstveröffentlichung ist im April 2021 auf Blu-Ray erschienen.[20]
- Staffel 3 ist am 13. Februar 2021 auf Prime Video erschienen als VoD. Eine deutsche Erstveröffentlichung ist im September 2021 auf Blu-Ray erschienen.[21]
- Staffel 4 ist am 20. Februar 2021 auf Prime Video erschienen als VoD. Eine deutsche Erstveröffentlichung ist im Oktober 2021 auf Blu-Ray erschienen.[22]
- Eine Komplettbox mit allen 4 Staffeln auf 7 Discs erschien im Dezember 2021.[23]